# HM-7B
HM-7B — европейский жидкостный ракетный двигатель открытого цикла для ракет семейства Ариан.